# Boechera parishii
Boechera parishii är en korsblommig växtart som först beskrevs av Sereno Watson, och fick sitt nu gällande namn av Al-shehbaz. Boechera parishii ingår i släktet indiantravar, och familjen korsblommiga växter. Inga underarter finns listade i Catalogue of Life.